# Chilkana Sultanpur
Chilkana Sultanpur là một thị xã và là một nagar panchayat của quận Saharanpur thuộc bang Uttar Pradesh, Ấn Độ.

## Nhân khẩu
Theo điều tra dân số năm 2001 của Ấn Độ, Chilkana Sultanpur có dân số 16.110 người. Phái nam chiếm 53% tổng số dân và phái nữ chiếm 47%. Chilkana Sultanpur có tỷ lệ 41% biết đọc biết viết, thấp hơn tỷ lệ trung bình toàn quốc là 59,5%: tỷ lệ cho phái nam là 47%, và tỷ lệ cho phái nữ là 34%. Tại Chilkana Sultanpur, 21% dân số nhỏ hơn 6 tuổi.